# Mafie

Struktura americko-italské mafie

Mafie, často označovaná „skutečnými pány“ Itálie jako Cosa Nostra („naše věc“), je tajná společnost vzniklá v polovině 19. století na Sicílii. Její odnož se objevila ke konci 19. století na východním pobřeží Spojených států společně s vlnou italských imigrantů. Členové mafie byli vždy jen muži.
Moc mafie ve Spojených státech vrcholila během 20. století, kdy ovládala významné části podsvětí a měla vliv i na politiku, odbory a podnikatelské prostředí. Její postupné oslabování začalo v důsledku rozsáhlých vyšetřování vedených FBI v 70. a 80. letech, která vedla k zatýkání klíčových bossů a rozkladu struktur.
Na potírání mafie se podílí i mezinárodní organizace jako Interpol, která spolupracuje se Spojenými státy i dalšími zeměmi v boji proti organizovanému zločinu.
Přestože vliv mafie v praxi výrazně oslabil, její obraz a reputace přetrvávají v americké populární kultuře – zejména ve filmech, seriálech a dokonce i v reklamních kampaních, kde často figuruje jako symbol moci, tajemna a organizovaného zločinu.
I po úpadku zůstala mafie jednou z nejmocnějších kriminálních organizací ve Spojených státech. Ovládá kriminální podsvětí především v Chicagu a New Yorku. Mafie také nadále působí ve své „domovské“ vlasti, Itálii.
Od ostatních forem zločinu se mafie liší nejen svou strukturou, ale také infiltrací do státu – mafie má své členy nebo lidi jí nakloněné na místech státních úředníků, politiků, soudců a policie. Díky tomu se jí daří nejen prosazovat své zájmy, ale také krýt svou činnost.
Mezi aktivity mafie patří např. obchod s drogami (až po roce 1969), obchod s alkoholem (zejm. za prohibice), řízená prostituce a kontrola pornoprůmyslu, hazardní hry (zejm. v minulosti) a obchod se zbraněmi.

## Etymologie
Slovo mafie vzniklo podle některých pramenů ze starého sicilského přídavného jména mafiusu, které má kořeny v arabském mahjas (byl zde dříve Sicilský emirát), což znamená agresivní, chvástavý, vychloubavý. Doslovně přeloženo naparovat se, ale může to také znamenat opovážlivost nebo odvaha.
Mohlo se také jednat o původní slovo maffia nebo mafia, které v italském dialektu znamenalo chudoba, bída, nouze. Ve staré toskánštině existovalo slovo malfusso, což znamenalo nevěřící nebo zločinec.
Jiné zdroje tvrdí, že vzniklo ze slov ma fia znamenajících moje dcera jež údajně křičela italská žena poté, co jí znásilnili dceru.
Jiný populární výklad říká, že slovo MAFIA je složenina prvních písmen z věty: Morte alla Francia, Italia anela! („Smrt všem Francouzům, křičí Itálie!“) a pochází z doby, kdy byla část Itálie pod francouzskou nadvládou.

## Sicilská a Neapolská mafie
Kořeny mafie, z nichž vyrůstala bezohlednost, krvelačnost a ctižádostivost, má původ ve dvou tajných bratrstvech, která odpradávna působí v okolí Neapole a Palerma, starobylých měst u Středozemního moře. První z nich byla „la Camórra“, druhou pak ctihodná společnost zvaná „la Mafia“. Tyto dvě organizace našly vynikající podmínky k rozvoji právě v těchto městech.
Staletí společenského a ekonomického vývoje pod cizí nadvládou vypěstovala v lidech charakteristický postoj k oficiálním institucím – úřadům, církvi, bankám nebo sousedům. Na jakoukoliv státní autoritu pohlížel obyčejný člověk jako na nepřítele. Za největší a nejužitečnější umění pokládalo tohoto nepřítele přechytračit a přelstít. Tuto dovednost, zakořeněnou v lidové mentalitě si s sebou italští vystěhovalci později přinesli do USA.

### la Camórra
la Camórra vznikla na počátku 19. století jako tajná organizace, která si jako název zvolila španělské slovo camorra, značící zápas či půtku. Působila v Neapoli a jejím okolí a soustředila se především na boj proti státní moci. Na počátku 20. století hrála již camorra úlohu jakési stínové vlády, která reagovala na potřeby obyvatel mnohem aktivněji než církev nebo vláda.
První výskyt camorry datujeme okolo roku 1820. Tehdy vznikla Camorra k „ochraně“ vězňů ve věznicích. Každému novému vězni bylo nabídnuto členství a byl-li přijat, byl pod ochranou spolku. V třicátých letech 19. století zakládali propuštění vězni „pouliční Camorru“. Její noví uchazeči byli přijati teprve po zkoušce, kterou mohla být např. úkladná vražda, či jiný těžký zločin. Přijímání se dělo rituálním aktem. Pravidla spolku byla tradována ústně. Za člena nesměl být přijat policista, člen však mohl být špionem u policie, aby mohl organizaci informovat o jejích plánech. Zrada byla vždy trestána smrtí. Strukturálně se spolek členil na jednotlivé divize (reparto). V čele byl „vicario“, jeho poradními pracovníky byli „mistři“. Každá divize mělo svého účetního, ochránce pokladu, proviantního, písaře a toho, kdo oznamoval členům místo schůzek. Camorristé byli vyškolení v krádežích, loupežích, drancování, falešných hrách a vydírání, např. peněz na ochranu.
Důležitou postavou hierarchie byl Capo, což byl jakýsi místní zástupce camorry, vykonavatel její vůle v dané lokalitě. Právě on zajišťoval obchodníkům a rolníkům smlouvy a staral se o jejich splnění, půjčoval peníze lidem, které odmítaly banky, vystupoval jako „ochránce“ obchůdků a hospůdek, vybíral daně z loterií a poplatky od trhovců, dohazoval ženichy svobodným matkám, trestal znásilnění a nevěrné záletníky.
Dnešní Camorra má svou základnu v Neapoli a její silné základny jsou v okolních městech jako Salerno, Avellino, Caserta a Benevento. Camorra je organizovaná v klanech, z nichž mnohé jsou dále rozděleny do menších skupin nebo frakcí. Italské policejní agentury odhadují, že v současnosti v oblasti Campania v Itálii operuje téměř 6000 členů Camorry. V USA byla zjištěna příslušnost několika set osob k této organizaci.

### la Mafia

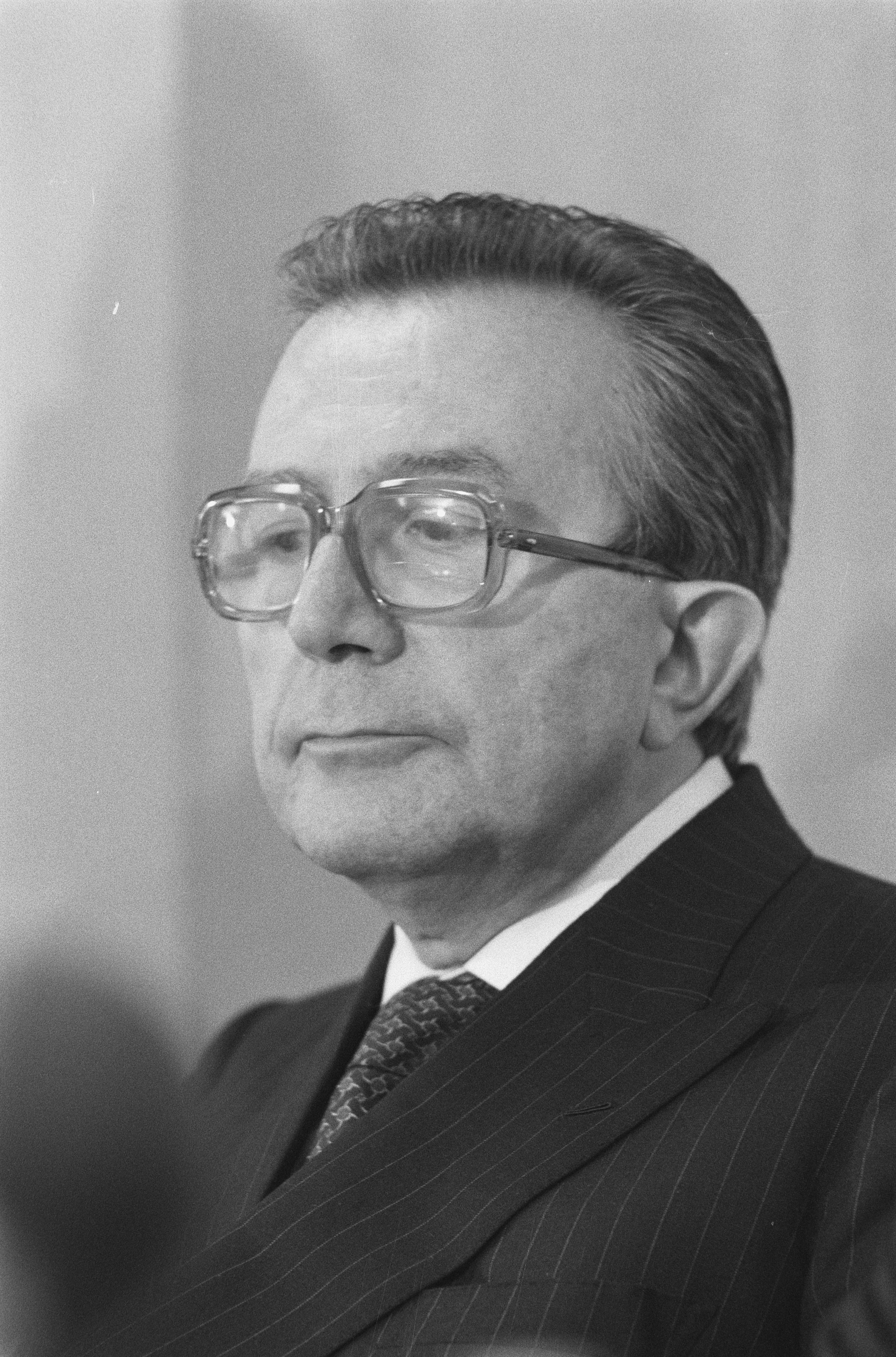
Sedminásobný křesťansko-demokratický předseda italské vlády Giulio Andreotti byl před soudem obviněn z napojení na mafii.

Mafie je rozsáhlá zločinecká organizace, strukturou a činnostmi podobná neapolské Camoře. Navzdory podobnostem mezi oběma skupinami se jejich zájmy většinou nekřížily, neboť si rozdělily sféry vlivu. Zatímco Camorra působila především v oblasti Neapole a Kampánie, mafie – konkrétně Cosa Nostra – si jako své hlavní území zvolila Palermo a západní část Sicílie.
Od camorry se mafie odlišovala tím, s jakou rychlostí a v jakém rozsahu se zapojila do společenského života Sicílie. Zatímco camorra zůstávala uzavřená ve své části Itálie a její působnost zůstávala víceméně omezená, mafie využila politického vakua, které panovalo na Sicílii poté, co ji roku 1860 osvobodil Giuseppe Garibaldi z bourbonského područí. V palermském dialektu označuje Mafia hrdost, sebevědomí, jistotu. V polovině 19. století dostalo označení Mafia příchuť něčeho kriminálního. Od roku 1865 toto slovo úřady používaly pro určitý typ zločinců. V oficiální úřední řeči se objevilo slovo Mafia poprvé roku 1938.
Přijímání do Mafie se dělo rituálním způsobem. Podmínkou pro přijetí bylo prokázat nebojácnost v boji dvou osob. Odvaha a odhodlanost byly ceněny více než zručnost a rafinovanost. Chybějící vědomí státnosti bylo nahrazeno vědomím příslušnosti k rodině, ke klanu. Účelem Mafie od poslední třetiny 19. století již není loupež a krádež, nýbrž absolutní moc v kontrolovaných regionech, nezávislost na státní moci a jejích zákonech. Mlčenlivost (omerta) se stala nejen povinností, ale i ctí rodiny. Proti vrahům a jiným zločincům nesmí vypovídat ani poškození či jiní očití svědkové.
Na počátku 20. století ovládala mafie celý západ ostrova. Podléhaly jí městské rady, dosazovala vedení podniků, rozhodovala o hospodaření statků. Příkazy mafie se rovnaly zákonu. Sociální podmínky tehdejší Sicílie byly pro takový vývoj velmi příznivé. Mafie splňovala představu lidí o tom, jak má fungovat státní správa. Zabezpečovala služby, které vláda nemohla nebo nechtěla zajišťovat. Mentalita typického Sicilana byla navíc takovému typu zřízení historicky nakloněna. Mafie nabízela přesně to, co prostý člověk hledal.
Dnešní sicilská mafie má svou základnu v Palermu a její další silná místa jsou v sicilských provinciích Trapani a Agrigento. Sicilské mafiánské rodiny jsou seskupeny v okresech, které jsou kontrolovány provinciálními komisemi. Meziprovinciální komise, která se skládá z představitelů každé provincie, je umístěna v Palermu a kontroluje jak mezinárodní, tak i domácí činnosti sicilské mafie. Italské úřady odhadují, že na Sicílii je v současnosti asi 5000 členů sicilské mafie. V USA je údajně až na 3000 jedinců, kteří jsou na sicilskou mafii napojeni.

## Italsko-americká mafie (Cosa Nostra)

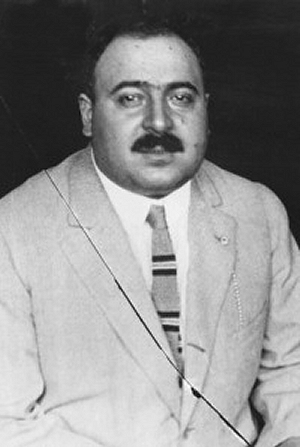
Jim Colosimo, jeden z prvních bossů italsko-americké mafie

Italsko-americká mafie, známá také jako Cosa Nostra, je nejmocnější zločinecká organizace na území Spojených států. Její základ položili italští imigranti, jejichž velké imigrační vlny na konci 19. století změnily demografické složení východního pobřeží USA. Italové se usazovali zejména ve velkých městech, jako New York, Chicago, New Orleans, Detroit a v mnoha dalších. Chudinské podhoubí těchto velkoměst utvořilo ideální prostředí pro růst organizovaného zločinu, čemuž napomohl i fakt, že mezi imigranty bylo mnoho původních sicilských či italských zločinců, kteří si své kriminální zvyklosti přivezli do nové vlasti. Během několika desetiletí italsko-americká mafie absolutně ovládla organizovaný zločin na území Spojených států, ovládla hazard, obchod s alkoholickými nápoji, prostituci, loterie, pronikla do politiky, odborů, obchodů s narkotiky. Na vrcholu moci byla v 60. letech 20. století.

### Začátky

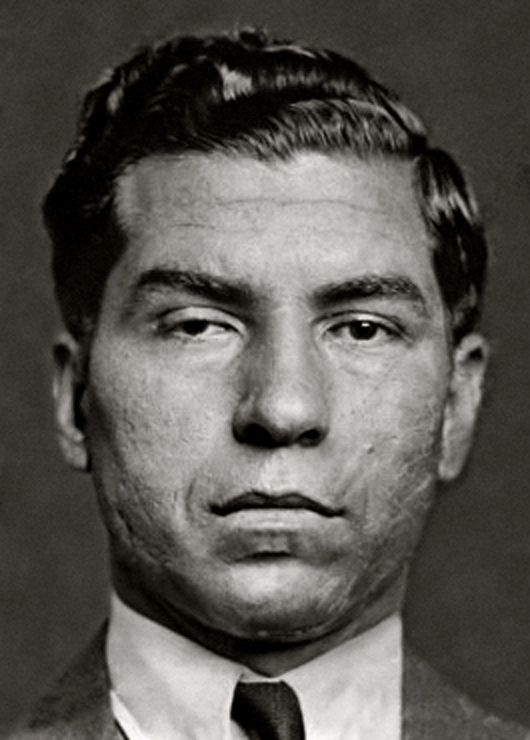
Charles „Lucky“ Luciano, jeden z nejznámějších amerických bossů

Roku 1860 byla Sicílie připojena k Itálii. Sjednocený právní řád již neumožňoval tradiční aristokratické vynucování práva. Kvůli zhoršující se hospodářské situaci se mnoho Sicilanů odstěhovalo do USA.
První písemná zmínka o této zločinecké organizaci se objevila v protokolu soudní poroty v New Orleans z 24. ledna 1889. Při projednávání případu jistého Vincenza Ottunwa zapisovatel zaznamenal tuto větu:
„Mafie je tajná organizace, která se poskvrnila nejhanebnějšími zločiny a vždycky dokázala umlčet svědky.“
Na přelomu 19. a 20. století přicházelo do Ameriky, zejm. do New Yorku, mnoho italských imigrantů. První město, výrazněji zasaženo italsko-americkým organizovaným zločinem, byl již zmiňovaný New Orleans. Mafie se v New Orleans zpočátku jmenovala Mano nera – Černá ruka. V čele stáli bratři Antonio a Carlo Mantrangové ze sicilského Palerma. Jak byli zvyklí ze staré vlasti, také v Novém světě začali obchodovat s ovocem a zeleninou. Zanedlouho ovládli místní trh a v rušném neworleanském přístavu nevyložili dělníci jedinou loď, dokud majitel či kapitán nezaplatili „poplatek za ochranu“. Policisté, většinou také přistěhovalci z Itálie, tyto aktivity za úplatu tolerovali.
V roce 1907 založili v Chicagu více tajných společenství „Černé ruky“ a v roce 1908 „Unione siciliano“ v New Yorku, která se rozšířila i do jiných měst a měla v roce 1917 již 40 000 členů, včetně bankéřů, státních úředníků, kuplířů a vrahů z povolání.

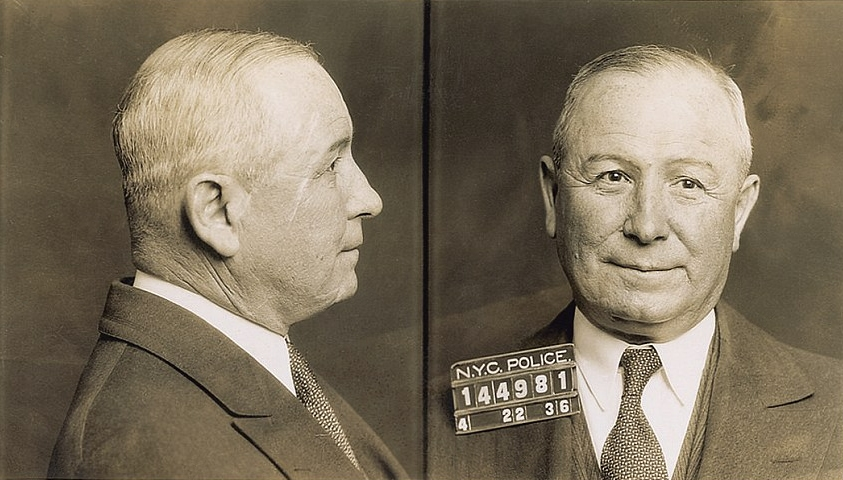
Johnny Torrio, boss Chicagského podsvětí

Chicagskému podsvětí této doby, vládl Giacomo Colosimo, známý jako (Big) Jim Colosimo. V roce 1902 se Jim Colosimo oženil. Vzal si Victorii Moresco, majitelku dvou nevěstinců. Společně si otevřeli další nevěstince a za několik let už jich měli desítky. Kromě toho kontroloval Jim Colosimo oblast hazardních her. Colosimo byl díky svým aktivitám velmi bohatý a v oblasti řízené prostituce a obchodu s ženami neměl v Chicagu konkurenci. V roce 1909 ho začala vydírat skupina Mano Nera (Černá ruka). Paní Moresco proto pozvala na pomoc svého synovce z New Yorku, kterým byl Johnny Torrio. Torrio přijel do Chicaga a připravil předání peněz. Když si tři členové skupiny pro peníze přišli, byli zastřeleni. Jim Colosimo vzal poté Torria k sobě a svěřil mu dohled nad svými záležitostmi. Torrio postupně získal kontrolu nad kriminální říší Colosima, kterého nakonec nechal v roce 1920, v době začínající prohibice, zastřelit. Důvodem bylo Colosimovo negativní stanovisko na Torriův zájem zapojit se do alkoholových kšeftů. Torrio se stal neomezeným vládcem chicagského podsvětí a jako pravou ruku a vykonavatele špinavé práce povolal z New Yorku mladého Al Capona.
Od sedmdesátých let 19. století se v rostoucím New Yorku rozšířil kriminální gang „Whyos“. Od tohoto gangu se někteří členové oddělili a vytvořili „Five-Points-Gang“ ke kterému patřil např. Johnny Torrio, Frankie Yale, Al Capone, nebo Lucky Luciano. Jedinou jeho vážnou konkurencí byl Monk Eastman's Gang. V roce 1903 proběhla v ulicích New Yorku velká bitva, která měla rozhodnout, která z obou skupin získá nadvládu. Výsledek byl nerozhodný, postupně však byla moc gangu Monk Eastman's oslabena. Členové gangu Five Points Gang se pak zařadili do struktur vznikající mafie.
Prvními oběťmi mafie byli vlastní krajané. Nečinili totiž žádné potíže. Chtěla poplatek za opatření práce, za její udržení, za volnou postel, za obchodní prostor, za provozování téměř jakékoliv činnosti. Mafie po několika letech začala vydírat i starousedlíky a obchodníky kteří, pokud „ochranu“ mafie odmítli, našli druhý den prádelnu, řeznictví či pekárnu bez oken a příště jejich obchody lehly popelem. Italští imigranti se stávali kořistí mafie už v přístavech. Podepisovali smlouvy, jimž nerozuměli a v New Orleansu nebo v New Yorku museli pracovat mnoho hodin denně, samozřejmě pod úrovní běžných mezd. Ve většině případů imigranti přepluli moře v tmavých podpalubích za poslední peníze, ještě častěji na dluh. Mafie tyto nebožáky přivítala nabízenou půjčkou a kdekdo ji z pochopitelných důvodů rád přijal. Ale již při druhém zpoždění splátky mafiáni dlužníkovi zlomili ruku. Kdo našel odvahu a udal tyto vyděrače, byl většinou bez milosti zastřelen. Policisté navíc byli v mnoha případech uplacení a podobné stížnosti většinou smetli ze stolu. Mafie postupně sílila.

### Růst moci

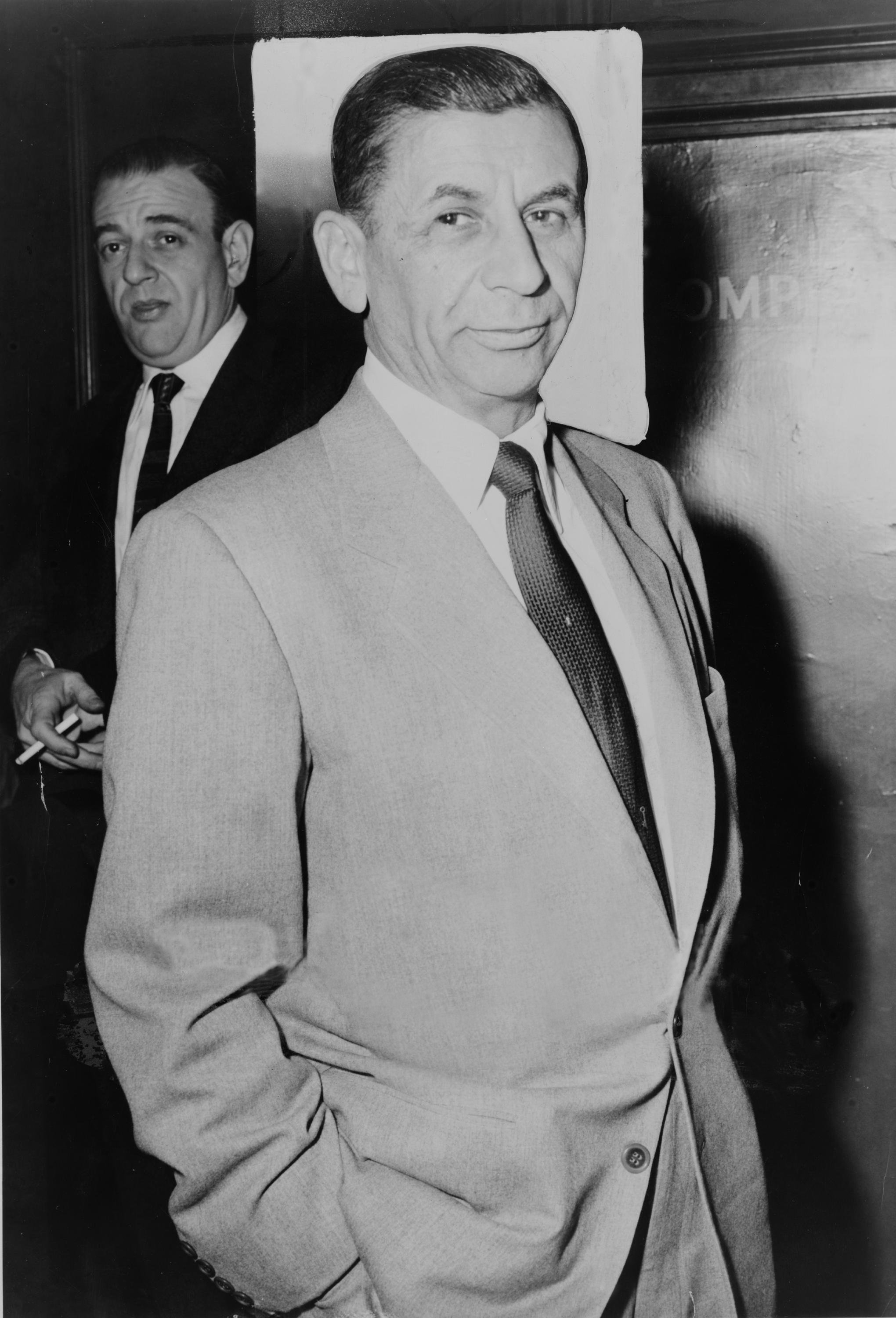
Meyer Lansky, jeden ze zakladatelů národního zločineckého syndikátu

Mafie postupně, s tím jak získávala stále větší prostředky, přecházela k sofistikovanějším zločineckým metodám. Ve velkých městech organizovala politické kluby, v nichž sjednotili nevědomé čističe bot, dělníky, kuplíře, taxikáře a vystrašené imigranty ze Sicílie. Jejich hlasy pak při volbách rozdávali předem určeným kandidátům, kteří byli k mafii i díky takto získaným hlasům bezmezně loajální. Zvolená městská rada musela tolerovat nevěstince, pouliční prostituci, ilegální nálevny a hazard.
Amerika měla velké množství fanatických nepřátel alkoholu už v občanské válce a na začátku 20. století kampaň za jeho zákaz postupně sílila. Konec alkoholu se přiblížil až když se do díla abstinentů vložily americké ženy. S typickou sveřepostí přinášely petice a požadavky do všech úřadů a Kongresu. Po mnoha jednáních a hlasováních byla 18. dodatkem ústavy, ratifikovaným 16. ledna 1919, zavedena prohibice – nařízení zakazující vyrábět, dovážet a prodávat na území USA alkoholické nápoje.
Tento zákon byl pro mafii doslova darem z nebes. Již v prvních dnech platnosti prohibičních zákonů vytvořili spekulanti ilegální sítě pašeráků s lihovinami. Mafie je postupně sjednotila anebo násilím dostala pod kontrolu. Obrovské zisky z černého obchodu s alkoholem jim umožnily investovat peníze do dalšího podnikání. V letech alkoholové prohibice v USA (1920–1933) nedošlo k omezení spotřeby alkoholu, nýbrž k přemístění obchodu s ním do podzemí.
V polovině 20. let byl vůdčí postavou newyorského obchodu s ilegálně vyráběným alkoholem Joe "Boss" Masseria, který se díky němu domohl značného majetku. Spolu s mladým Carlem Gambinem pro něj pracovalo několik perspektivních a ambiciózních mužů, z nichž dva, Joe Adonis a Albert Anastasia, dosáhli později v newyorském podsvětí významné pozice. Brzy se však na scéně objevil další silný soupeř, který Masseriovo výsadní postavení ohrozil. Byl jím Salvatore Maranzano, jenž pocházel z přímořského městečka Castellammare del Golfo, ležícího západně od Palerma. Postupně shromáždil všechny věrné z Castellammare a poté se pustil do velkého díla, kterým nebylo nic jiného, než úplné ovládnutí italsko americké mafie. V té době už v Masseriově gangu byli Lucky Luciano, Meyer Lansky, Bugsy Siegel, Frank Costello a Vito Genovese, kteří teď bojovali po boku Alberta Anastasii a Carla Gambina. Vzájemné potyčky obou gangů nakonec vyústily v tzv. Castellammarskou válku. Ta vyvrcholila v roce 1930 a 1931, kdy byl z popudu Lucky Luciana zavražděn Masseria.

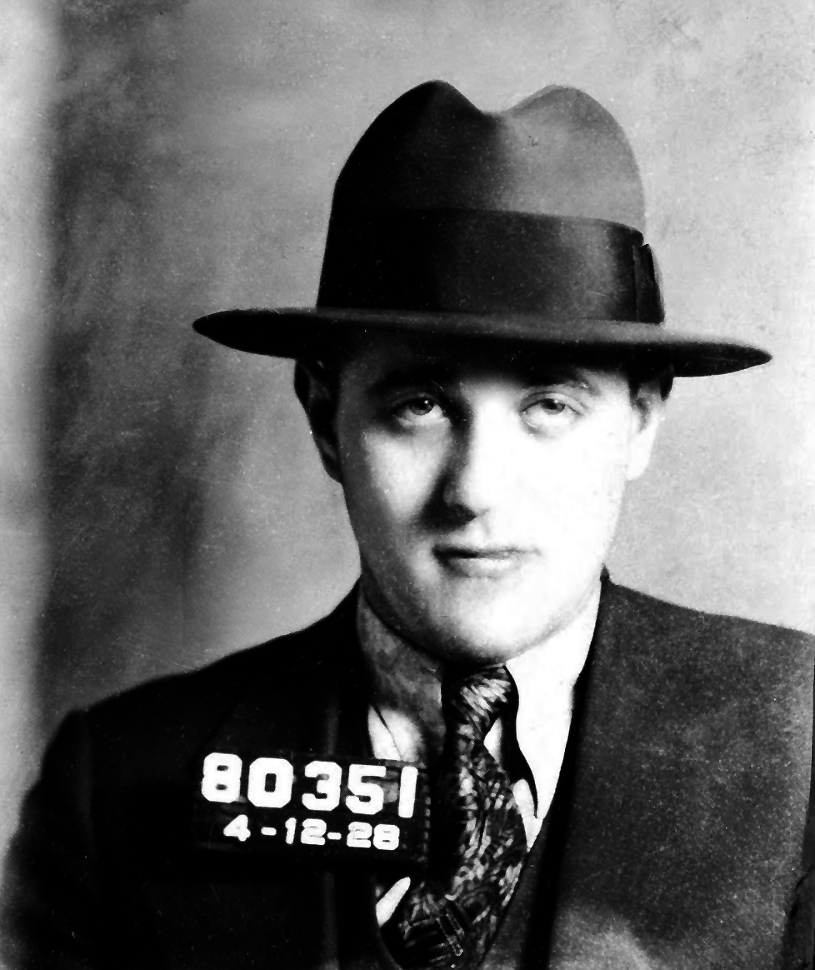
Bugsy Siegel, iniciátor rozvoje kasin v Las Vegas

Maranzano se tak stal nejmocnějším vládcem zločineckého světa v USA. Aby tuto skutečnost oficiálně potvrdil a vyhlásil nový řád, jimž se měla od nynějška ctihodná společnost řídit, svolal v květnu 1931 do hotelu Grand Concourse v Bronxu schůzku všech mafiánských rodin. Zde rozdělil Maranzano newyorskou mafii na pět skupin (tzv. rodin), které se později ustálily pod názvy Gambino, Genovese, Colombo, Lucchese a Bonanno. Chicagskému podsvětí vládl tvrdou a nemilosrdnou rukou jeden z nejznámějších gangsterů Al Capone, který nahradil stárnoucího bosse ze „staré školy“ Johnyho Torria. Sám Maranzano se prohlásil za „capa di tutti capi“, tedy za „bosse všech bossů“ a seznámil shromáždění se zákoníkem, jimž se od této chvíle bude řídit podsvětí v USA. Svou řeč pronášel v sicilském nářečí italštiny a proložil ji několika latinskými větičkami. V tento den také poprvé použil termín Cosa nostra, jimž se od té doby označoval zločinecký spolek, jemuž byl nový řád určen.
Muž s pravděpodobně největší mocí v historii mafie, Lucky Luciano, nechal nakonec v září 1931 odstranit samotného Maranzana, který si ho vybral jako svého zástupce. Sám Maranzano připravoval vraždu Luciana. Tím přebrala moc mafie mladší generace. Luciano stanovil tzv. Komisi, která sestávala z čelných představitelů všech pěti rodin. Byly stanoveny hranice teritorií a každá rodina uznávala autonomii ostatních. Všechny důležité věci měly být řešeny dohromady a každá rodina měla mít při rozhodování stejný hlas. Pokud byla napadena jedna rodina, mohla očekávat podporu ostatních rodin a naopak, pokud některá rodina pravidla porušila, stály proti ní všechny ostatní rodiny. Vývoj tak šel od italských kriminálních pouličních gangů, až k národnímu zločineckému syndikátu, pod vedením nejmocnějšího muže Cosa Nostry, Lucky Luciana.

### Na vrcholu moci
Ráno 5. prosince 1933 skončilo zlaté období mafiánských spekulací s alkoholem. Tehdejší ministr spravedlnosti Ramsey Clark vystihl situaci:
„Těžko lze vyjádřit škody, které vznikly z prohibičního sebeklamu. Mezi nejzávažnější důsledky patří skutečnost, že sicilská mafie vytvořila gangsterské impérium, jemuž ilegální výroba a pašování alkoholu vynesly obrovské zisky.“

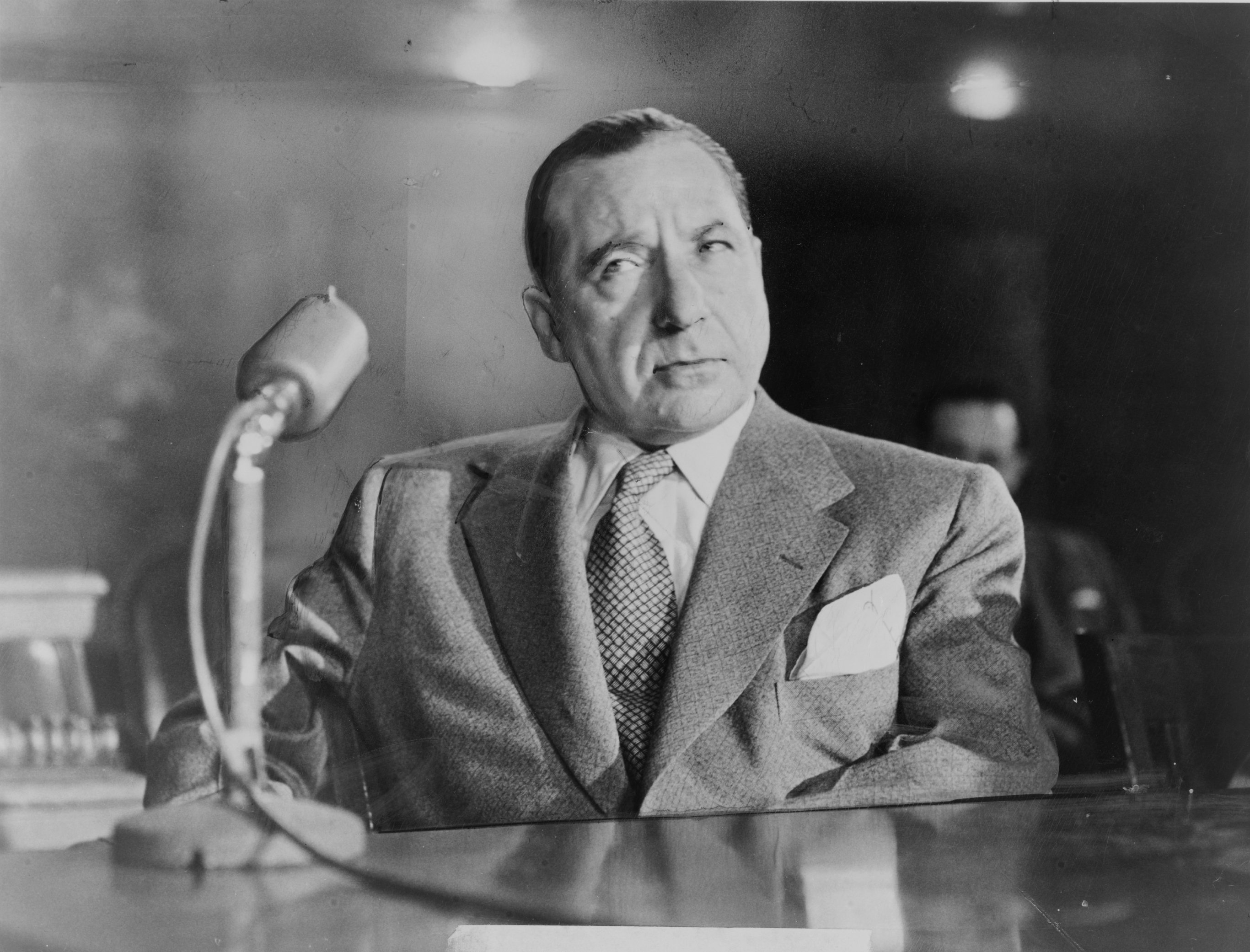
Frank Costello, nejmocnější boss počátku 50. let

Mafie s nebývalou vervou zaútočila na odborové svazy, které zcela ovládla, čímž získala vlivný politický a ekonomický nástroj. V roce 1934 komise schválila oficiální popravčí firmu Murder Incorporated. Murder Incorporated se týkala hlavně osoby Alberta Anastasii, který byl jejím šéfem. Jednalo se o speciální odnož Cosa nostry, zabývající se vraždami na objednávku. Nebyla přímo napojena na žádnou mafiánskou rodinu, neboť jejich bossové chtěli zůstat za všech okolností čistí a nepřáli si, aby jejich jména figurovala v souvislosti s nejtěžšími zločiny. „Murder Incorporated“ byla proto na rodinách jak organizačně, tak i personálně zcela nezávislá.
Po vypuknutí 2. světové války se mafii naskytl další bohatý zdroj příjmů: benzín, který se stal velmi nedostatkovou surovinou. Za pomoci slibů a zbraní vytlačili od benzínových čerpadel dřívější prodavače a do benzinového monopolu dosadili vlastní muže, kteří disponovali falešnými benzinovými kupóny. Americký cenový úřad odhadl, že mafie dennodenně připravila válečné hospodářství o dva milióny litrů benzínu.
V průběhu války využila americká vláda Lucianových kontaktů (Luciano byl v tu dobu ve vězení) a nabídla mu dohodu. Luciano prostřednictvím Franka Costella kontroloval doky v New Yorku a odbory přístavních dělníků. Americká vláda si byla vědoma sabotáží, které měly být způsobeny německými špiony nebo samotnou mafií. Část dohody s Lucianem byla, že ničení lodí přestane. Dále bylo Lucianovým úkolem spojit se s přáteli v Palermu na Sicílii a ulehčit tak vylodění amerických vojsk. Invaze se uskutečnila v roce 1943.

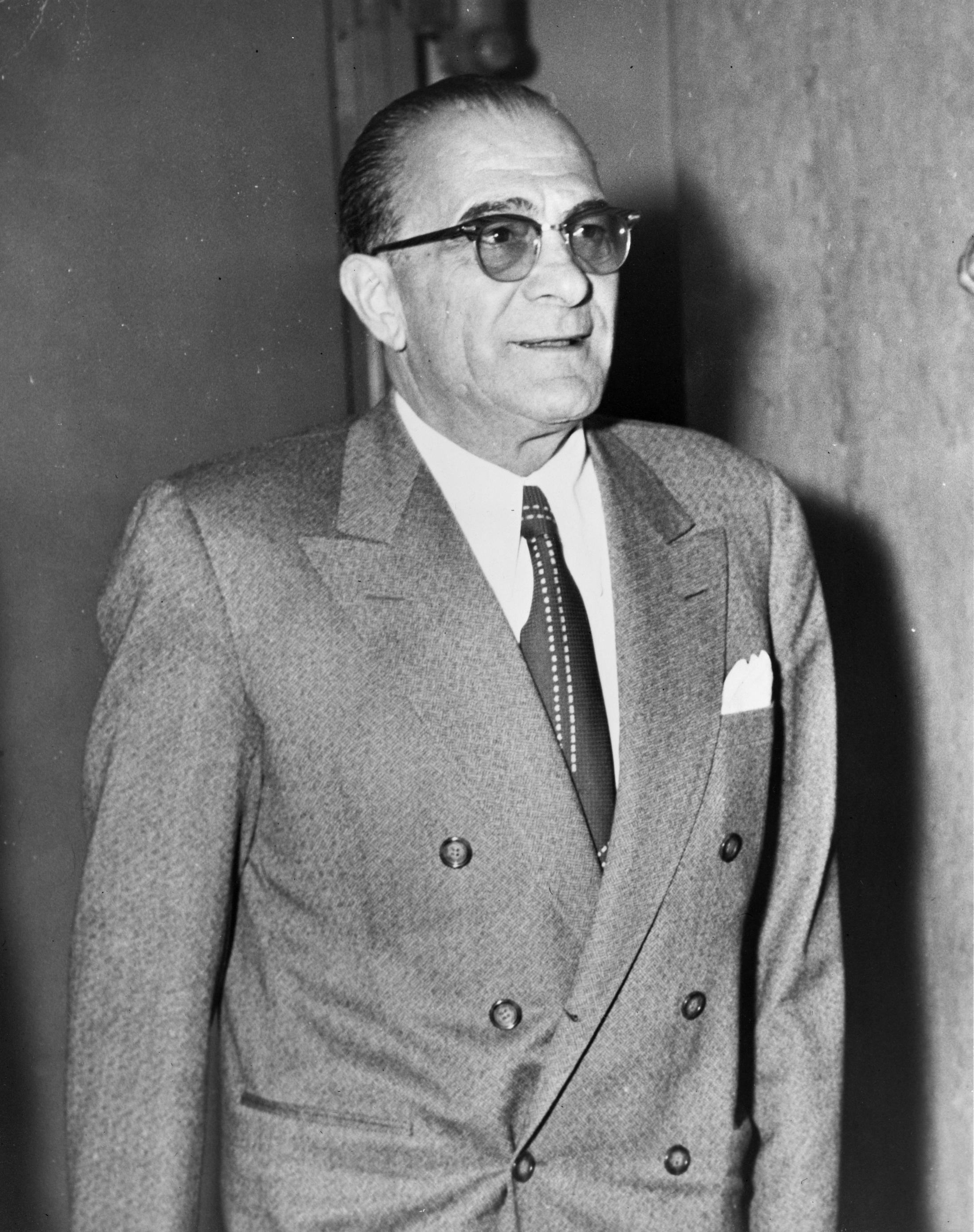
Vito Genovese, jeden z nejobávanějších amerických bossů

Po válce mafie opouštěla dřívější parazitní úlohu a dávala dolarům nahromaděným za prohibice, z prodeje drog, z heren, prostituce a nakradených peněz z válečného hospodářství, zákonnou tvář. Nejdůležitější postavou Cosa Nostry této doby, je Frank Costelo, který vystřídal uvězněného a následně vyhoštěného Luciana. Mafie ve velkém investovala do nemovitostí, skupovala firmy, stavěla kasina v Las Vegas, Kalifornii, na Floridě a dokonce i na Kubě. Většinu těchto aktivit řídili Meyer Lansky a Bugsy Siegel. Siegel nakonec za své aktivity v Las Vegas zaplatil životem, zejména za souvislosti kolem výstavby kasina Flamingo. Podle předběžných odhadů mělo Flamingo stát 1,5 milionu dolarů. Náklady na Flamingo se nakonec vyšplhaly až k šesti milionům (přibližně 100 milionů dolarů v současných cenách), a to ještě před tím, než byla stavba dokončena. Mafie, která do Flaminga vložila své peníze, nehodlala takovou věc Sieglovi odpustit. Kromě toho sílily obavy, že Bugsy posílá peníze přes svoji milenku do Evropy. Na jaře roku 1947 se uskutečnila havanská konference. Výsledek nebyl pro Siegla příznivý. Bossové se shodli, že Siegel je pro ně po otevření Flaminga hrozbou. 20. června 1947 byl zastřelen ve svém domě Beverly Hills.
Další nesmírně výnosnou aktivitou z této doby, bylo zřízení tzv. Francouzské spojky, tedy obrovského heroinového obchodu. Joseph Profaci a Lucky Luciano, který toho času žije po nucené deportaci ve 40. letech v Itálii, společně vymyslí způsob jak dostat heroin bezpečně ze Sicílie do USA. Profaciho importní firma se jeví jako ideální řešení. Profaci začne připravovat půdu pro lukrativní obchod. Celý rok buduje odběratelské vztahy na sicilské pomeranče a to i za cenu dumpingových cen. Až je dostatečně velké množství objednávek a pomeranče začnou proudit do USA ve velkém, rozjedou s Lucianem pravou podstatu obchodu. V bednách s pomeranči se zároveň pašují pomeranče falešné, z vosku, v kterých je obsažen heroin. Jedna bednička obsahovala 50 kg heroinu, který by se dnes prodával přibližně za 6 milionů dolarů.

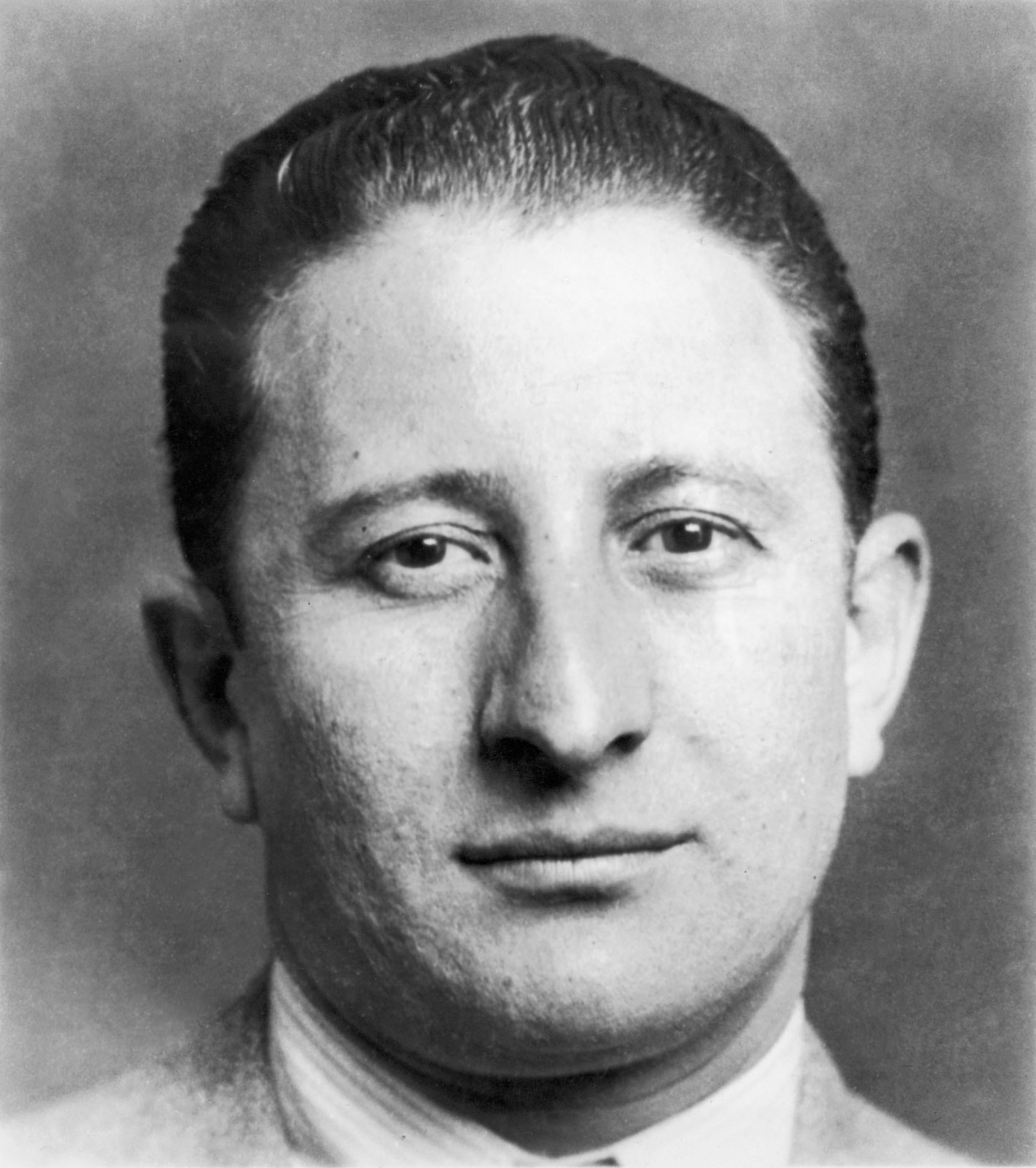
Carlo Gambino, vládce amerického podsvětí v 60. a 70. letech

Koncem 50. let se nejvyšším bosem mafie stal Vito Genovese, který násilně vytlačil Franka Costella. Nechal na něj spáchat atentát, který Costello jen čirou náhodou přežil. 14. listopadu 1957 se na popud Genovese konala v Apalachinu ve státě New York konference. V domě Josepha Barbary se sešli bossové největších rodin z různých měst. Genovese si tam chtěl utvrdit svou pozici. Kolem domu Josepha Barbary jeli v té době dva policisté, kteří si všimli množství luxusních aut. Začali si poznamenávat jejich značky. Někteří přítomní se proto snažili rychle odjet, ale ulice byla zablokovaná. Někdo zkoušel utéci pěšky, policisté později našli v blízkém lese několik odhozených zbraní a také značnou peněžní hotovost. Účastníci konference, kteří skončili v rukou policie, byli vyslýcháni a poté propuštěni. Vina za nezdar této konference byla přisuzována Vitu Genovesovi. V roce 1959 připravili Luciano, Lansky a Costello na Genoveseho past. Nalákali ho do fingovaného drogového obchodu, po němž došlo ke Genoveseho zatčení a odsouzení na 15 let vězení. Šlo o odplatu za atentát na Franka Costella a další Genoveseho prohřešky. Genovese zemřel ve vězení v roce 1969.
Na pozici nejmocnějšího bosse ho nahradil Carlo Gambino a jeho rodina Gambino se postupně v 60. a 70. letech stala nejmocnější, nejrespektovanější a nejobávanější rodinou Cosa Nostry. Ostatní rodiny se ocitly v podřízeném postavení a Carlo Gambino dokonce přímo ovlivňoval nástupnictví v ostatních rodinách, čímž se s nimi dostával do konfliktů, zejména s rodinou Bonanno. S rodinou úzce spolupracoval Meyer Lansky, který zajišťoval offshore aktivity rodiny Gambino na Bahamách. Rodina postupně získala značný vliv ve stavebnictví, které postupně zcela ovládla a řídila tak téměř veškerou výstavbu v New Yorku. V druhé polovině 70. let, se ujal vedení rodiny Gambino Paul Castellano, kterého si stářím umírající Carlo Gambino vybral jako svého nástupce. Rodina Gambino, ale i celá mafie se nacházela na svém mocenském vrcholu. Nad bezstarostností mafiánských šéfů se ale pomalu začala stahovat mračna. V roce 1976 byla rodina Bonanno infiltrována špionem FBI Josephem D. Pistonem, známým jako Donnie Brasco, kterému se dařilo po dobu šesti let sbírat důležité informace o fungování rodiny a mapovat zločiny jejích členů.

### Úpadek

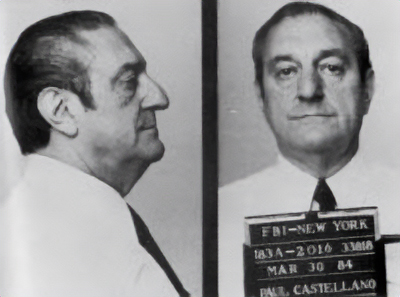
Paul Castellano, Šéf rodiny Gambino konce 70. a začátku 80. let. Vládce newyorského stavebnictví

V roce 1970 vejde v platnost Zákon o zločinných organizacích, resp. zákon proti zločinnému spolčování, známý jako RICO, který se stal velmi účinným nástrojem v potírání organizovaného zločinu. Za zločinné spolčení od té doby hrozí 20 let vězení, čímž přímo ohrožuje každého zainteresovaného spolupracovníka mafie a samozřejmě mafiány samotné. Postupně dojde k výraznému narušení struktury mafie. FBI podniká rozsáhlé razie, odposlechy, využívá práce informátorů nasazených přímo do center rodin (Donnie Brasco) a získává tak důležité svědky z nitra mafie, kteří nechtějí na mnoho let do vězení a rozhodnou se radši vypovídat. Zavádí se důležitý institut ochrany svědků, do kterého se postupně dostává několik vysoce postavených mafiánů. První kdo vypovídá a rozkrývá strukturu mafie je v roce 1963 Joe Valachi. Nejznámějším mafiánem, který se stal informátorem FBI je Sammy Gravano, samotný underboss mocné rodiny Gambino. To je pro mafii těžká rána. Na základě jeho svědectví je v roce 1992 usvědčen samotný velký boss a šéf rodiny Gambino, John Gotti, který nechal v roce 1985 zavraždit svého předchůdce Paula Castellana. Do roku 1990 je zatčeno a odsouzeno 23 šéfů, 13 podšéfů, 43 posádkových kapitánů a více než 1000 „vojáků“ a spolupracovníků mafie. To vše mělo za následek značný pokles moci Cosa Nostry v USA.
I přesto je v dnešní době Cosa Nostra jednoznačně nejmocnější zločineckou organizací v USA. Po úderu vlády v 70. a 80. letech vznikly nové struktury, které jsou lépe utajené. Cosa Nostra nashromáždila obrovský majetek a finance, které jsou její hlavní silou a proto nebude nikdy možné její aktivity úplně zastavit. Boj s touto organizací je nekonečný, jelikož zločinci jsou vždy o krok napřed a hlavní prioritou FBI tedy zůstává nedovolit opětovný rozmach, jaký mafie zažila v 20.–60. letech.
Mezi hlavní činnosti současné mafie patří nájemné vraždy, vydírání, korupce veřejných činitelů, pronikání do státní správy, hazardní hry, infiltrace legitimního podnikání, nelegální zaměstnávání, úvěrové a daňové podvody.

### Seznam mafiánských rodin
- Zločinecká rodina Magaddino (Buffalo) – více než 20 členů, 100+ společníků, významný boss – Stefano Magaddino
- Chicago Outfit – 250 členů, 2000 společníků, významní bossové – Giacomo „Big Jim“ Colosimo, John „Papa Johnny“ Torrio, Alphonse „Scarface Al“ Capone,
- Detroit Partnership – 50 členů, 200+ společníků, významný boss – Joseph „The Old Man“ Zerilli
- Zločinecká rodina Kansas City – 20 členů, 50+ společníků, významný boss – Nicholas Civella
- Zločinecká rodina Los Angeles – 10–20 členů, významný boss – Frank DeSimone
- Zločinecká rodina Providence (Boston) – 40 členů, 100 společníků, významný boss – Raymond Patriarca
- Zločinecká rodina DeCavalcante (Atlantic City, New Jersey) – 40 členů, 200 společníků, významný boss – Simone „Sam the Plumber“ DeCavalcante

- Pět rodin (New York) – celkem 825 členů, 7900 společníků, důležití členové – Meyer Lansky, Bugsy Siegel, Joe Adonis, Frankie Yale, Dutch Schultz
  - Bonanno – 110 členů, 500 společníků, významní bossové – Salvatore Maranzano, Giuseppe „Joseph“ Bonanno
  - Colombo – 115 členů, 400 společníků, významní bossové – Joseph Profaci, Joseph Colombo,
  - Gambino – 200 členů, 3000 společníků, významní bossové – Albert „Mad Hatter“ Anastasia, Carlo „The Godfather“ Gambino, Paul „Big Paul“ Castellano, John „The Teflon Don“ Gotti
  - Genovese – 300 členů, 3000 společníků, významní bossové – Giuseppe „Joe the Boss“ Masseria, Charles „Lucky“ Luciano, Frank „the Prime Minister“ Costello, Vito „Don Vito“ Genovese
  - Lucchese – 100 členů, 1000 společníků, významný boss – Gaetano „Tommy Brown“ Lucchese

- Zločinecká rodina Philadelphia – 50 členů, 100 společníků, významný boss – Angelo „The Gentle Don“ Bruno

### zaniklé, nebo nevýznamné rodiny
- Clevelandská kriminální rodina – malá skupina, 10 členů
- Dallaská kriminální rodina – zanikla kolem roku 1990
- Denverská kriminální rodina – zanikla kolem roku 2006
- Kriminální rodina Milwaukee – malá skupina, 5 členů, 15–20 společníků
- Kriminální rodina New Orleans – po roce 1993 se považuje za zaniklou, není vyloučena její skrytá aktivita
- Kriminální rodina Bufalino – zanikla kolem roku 2008
- Kriminální rodina Pittsburgh – malá skupina, méně než 5 členů
- Kriminální rodina Rochester – zanikla kolem roku 1993
- Kriminální rodina San Francisco – zanikla kolem roku 2006
- Kriminální rodina San Jose – zanikla kolem roku 2009
- Kriminální rodina St. Louis – malá skupina, 10 členů, 35 společníků
- Kriminální rodina Trafficante (Florida) – malá skupina, 10 členů, ovládaná rodinou Gambino

## Současnost
Odhaduje se, že roční obrat zločineckých skupin v Itálii činí na 160 miliard eur. Výrazné zisky plynou z obchodu s drogami nebo z vybírání výpalného. Ještě v roce 2004 platilo až 80 % podnikatelů a obchodníků na Sicílii výpalné výběrčímu mafie, kterému se říká pizzo. Díky investicím se hodnota majetku mafie odhaduje až na 1,6 biliónu eur. Mafie také ovládla italský zemědělský a potravinářský sektor. Peníze pak mafie dává do normálního oběhu a tak je legalizuje. K jádru mafie má v současnosti v Itálii patřit přibližně 5 000 lidí a zhruba 20 000 sympatizantů.
V listopadu 2017 zemřel šéf sicilské mafie Salvatore Riina, který nechal v roce 1992 zavraždit italské vyšetřující soudce a bojovníky proti mafii Giovanniho Falconeho a Paolo Borsellina.

## Mafie ve světě
Kromě mafie v USA a na Sicílii (Cosa Nostra) působí ve světě mnoho dalších mafiánských skupin, mezi nejznámější patří např.:
- Ruská mafie
- Triády (Čína)
- Turecká mafie
- Jakuza (Japonsko)

V Itálii rozvíjí činnost kromě Cosa Nostry také Camorra, 'Ndrangheta, Sacra Corona Unita a Stidda.

## Struktura mafie
Struktura mafie se velmi podobá pyramidové struktuře vedení podniků.

### Tradiční
1. Capo di Capu Re (Král šéfa šéfů, označuje respektovaného starého nebo už vysloužilého člena)
2. Consigliere (Poradce, většinou právník)
3. Capo di Tutti Capi (Šéf šéfů)
4. Capo Crimini (Kriminální šéf, Don – hlava kriminální rodiny)
5. Capo Bastone (Hlava bouchačů, podšéf, podřízený Capo Crimini)
6. Caporegime (Hlava řízení, kapitán, který velí „posádce“ asi deseti Sgarristi)
7. Sgarrista nebo Soldato (Voják, slouží mafii jako pěšáci)
8. Picciotto (Malý muž, nízká hodnost, slouží především jako „vymahač“)
9. Giovane D'Onore (Spřízněný člen, většinou bez sicilských nebo italských kořenů)

### Sicilská
1. Capo di Tuti capi – (Don)
2. Consigliere – (Kancléř nebo poradce)
3. Sotto Capo – (Podšéf)
4. Caporegime – (Šéf skupin nebo kápo)

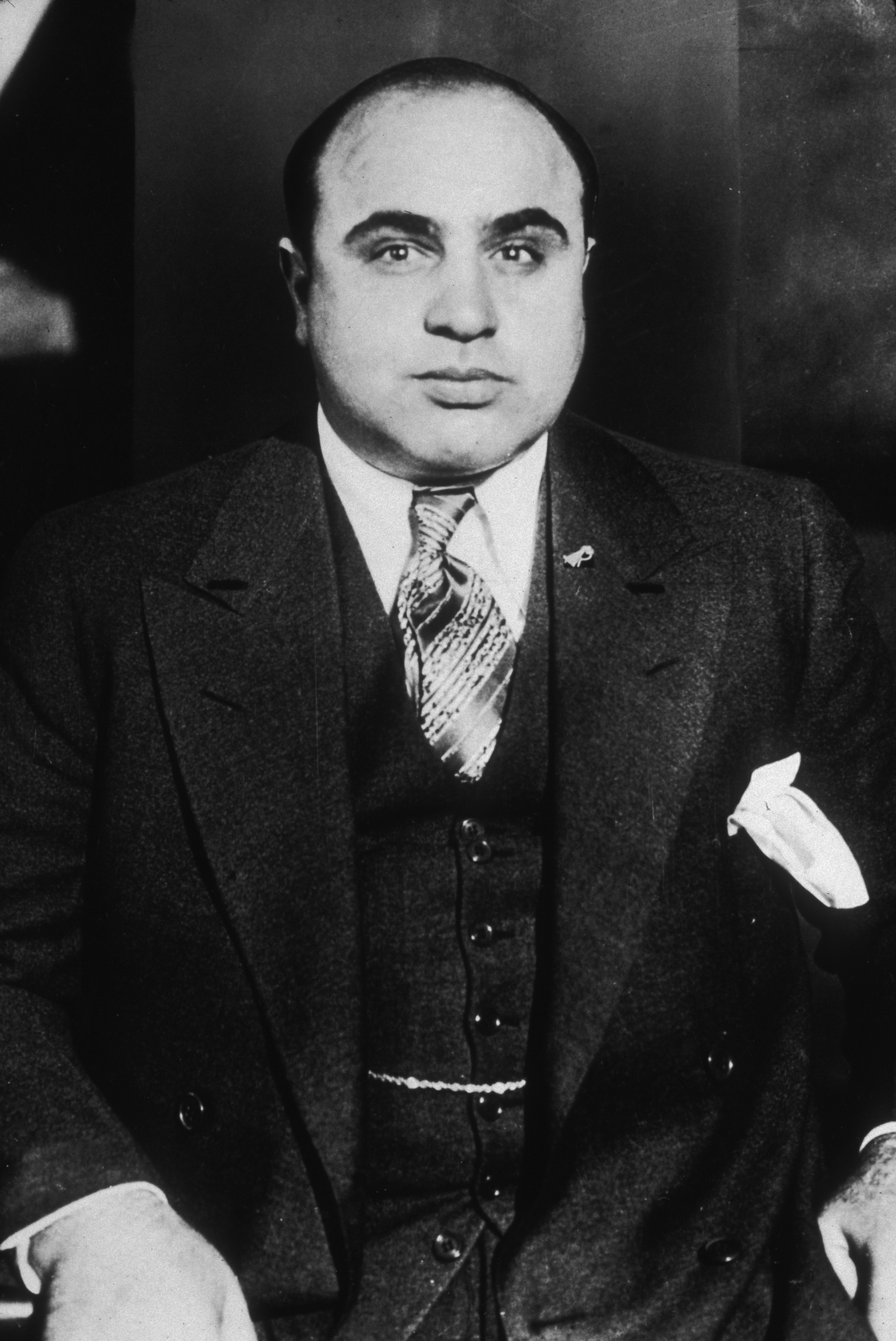
Hlava chicagské mafie Al Capone

5. Uomino D'onore – („Čestný muž“)

### Americká mafie
1. Boss, Don – (šéf)
2. Underboss – (Podšéf)
3. Consigliere – (Poradce)
4. Capo, Captain – (Kápo, Kapitán)
5. Soldier – (Klasický mafián)
6. Associate – (Společník, společníků bývá v rodině nejvíce)
7. Outsider – (je mimo rodinu, ale spolupracuje s ní)

## V populární kultuře
- Mario Puzo – Kmotr, kniha z roku 1969 o mafiánském klanu rodiny Corleone, v roce 1972 natočil Francis Ford Coppola stejnojmenný film, v hlavních rolích Marlon Brando v roli kmotra a Al Pacino jako Michael. V roce 2006 vyšlo i zpracování do počítačové hry (The Godfather: The Game)
- Počítačové hry Mafia od Illusion Softworks z roku 2002, Mafia II od 2K games z roku 2010 a Mafia III od Hangar 13 z roku 2016
- Filmy Příběh z Bronxu (1993), Mafiáni (1990), Neúplatní (1987), Casino (1995), Tenkrát v Americe (1984), Krycí jméno Donnie Brasco (1997), Cesta do zatracení (2002), Mafiánovi (2013)